# 樅ノ木峠
樅ノ木峠（もみのきとうげ）は、琴平山より3.3kmほど南側に位置する竜王山（標高421.8 m）の東南部にある鞍部。金刀比羅宮に至る阿波別街道（金毘羅街道）の峠である。二宮忠八がカラス型飛行器の着想を抱いたゆかりの地とされる。

## 周辺の名所・施設
- 道の駅空の夢もみの木パーク（香川県仲多度郡まんのう町）
- 二宮忠八飛行館
- 二宮飛行神社
- 樅の木地蔵